# Impôt local
L'impôt local est un impôt prélevé au profit d'une structure infra-étatique (État fédéré ou collectivité territoriale). Il peut être créé, suivant les règles constitutionnelles propres à chaque pays, soit par une loi nationale, soit par une délibération d'une assemblée locale.